# Personal video recorder

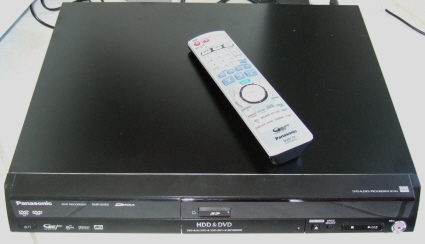
Personal video recorder firmy Panasonic

Personal video recorder (PVR), zwany także digital video recorder (DVR) – elektroniczne urządzenie powszechnego użytku służące do nagrywania programów telewizyjnych na dysk twardy w formacie cyfrowym. PVR został po raz pierwszy zaprezentowany przez firmę TiVo w 1999 roku. Od tego czasu dodano do PVR wiele nowych funkcji, jak na przykład możliwość nagrywania programów na płytach DVD.
Korzystanie z funkcji jednoczesnego nagrywania i oglądania dwóch różnych programów na odbiornikach z PVR wymaga doprowadzenia do niego dwóch niezależnych sygnałów z anteny. Wykonywane kilka lub kilkanaście lat temu satelitarne instalacje indywidualne obejmujące konwerter typu SINGLE oraz jeden przewód antenowy są niewystarczające. W instalacjach tego typu pojedynczy konwerter musi być zastąpiony konwerterem typu TWIN. Konieczne jest również ułożenie drugiego przewodu od czaszy antenowej do odbiornika.
PVR rozpowszechnił się w XXI wieku, wraz z przejściem z telewizji analogowej na telewizję cyfrową. W praktyce nawet najtańsze dekodery, używane do podłączania do monitorów i TV nie posiadających odpowiedniego tunera cyfrowego, posiadają możliwość nagrywania filmów na zewnętrznych nośnikach, dzięki obsłudze USB.